# Colletes intermixtus
Colletes intermixtus is een vliesvleugelig insect uit de familie Colletidae. De wetenschappelijke naam van de soort is voor het eerst geldig gepubliceerd in 1905 door Swenk.